# Leucania candida
Leucania candida là một loài bướm đêm trong họ Noctuidae.